# خطة اللجوء في رواندا

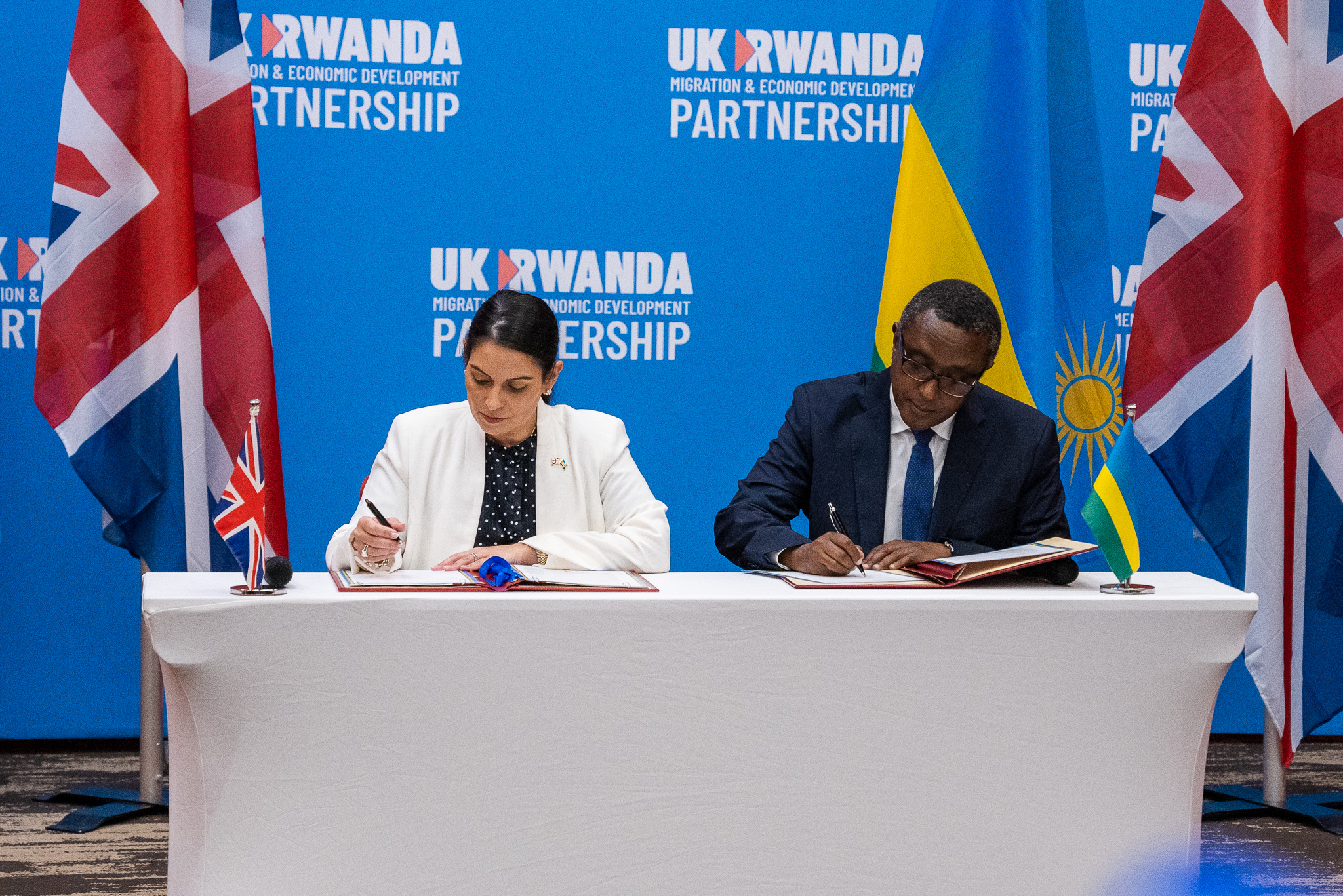
وزيرة الداخلية البريطانية بريتي باتيل (على اليسار) ووزير الخارجية الرواندي فنسنت بيروتا يوقعان الإتفاقية في 14 أبريل 2022.

خطة اللجوء في رواندا هي سياسية هجرة اقترحتها الحكومة البريطانية حيث سيتم إرسال الأشخاص التي حددتهم المملكة المتحدة على أنهم مهاجرون غير شرعيين أو طالبي لجوء إلى رواندا عبر تذكرة ذهاب فقط لطلب اللجوء هناك بدلاً من المملكة المتحدة. تقول الحكومة البريطانية أن الهدف من تلك السياسة تعطيل شبكات تهريب البشر وردع المهاجرين من القيام برحلة بحرية خطيرة عبر القنال إلى إنجلترا من فرنسا، أثارت الخطة موجة من الانتقادات من قبل الجمعيات الخيرية والزعماء الدينيين وجماعات حقوق الإنسان الدولية، بما في ذلك المفوضية السامية للأمم المتحدة لشؤون اللاجئين.